# Бозой (Актюбинская область)
Бозой (каз. Бозой) — село в Шалкарском районе Актюбинской области Казахстана. Административный центр Бозойского сельского округа. Находится примерно в 187 км к юго-юго-западу от города Шалкар, административного центра района, вблизи границы с Узбекистаном. Код КАТО — 156437100.
Вблизи села расположена компрессорная станция № 10 (КС-10) газопровода Бухара — Урал, построенная в начале 1960-х годов. В 1 км юго-западнее посёлка находится посадочная площадка для вертолётов и лёгких самолётов.
В окрестностях села проходит трасса магистрального газопровода «Газопровод Бейнеу — Бозой — Шымкент», построенного в 2010-2015 годах.

## Население
В 1999 году население села составляло 2530 человек (1259 мужчин и 1271 женщина). По данным переписи 2009 года, в селе проживало 2349 человек (1220 мужчин и 1129 женщин).